# آتش گرفتن قطار گودرا
آتش‌سوزی قطار گادهارا (به انگلیسی: Godhra train burning)، حادثه‌ای که در تاریخ ۲۷ فوریه ۲۰۰۲ رخ داد و منجر به کشته شدن ۵۹ زائر هندو و کارسواک (فعالان هندو) که از ایودیا بازمی‌گشتند، شد. این آتش‌سوزی داخل قطار سریع‌السیر سابارماتی، نزدیکی ایستگاه راه‌آهن گادهارا در ایالت گجرات هند به‌وقوع پیوست. علت دقیق این آتش‌سوزی، همچنان موضوعی مورد بحث و اختلاف‌نظر است. کمی پس از این حادثه، شورش‌های گجرات رخ داد که در آن مسلمانان هدف خشونت‌های گسترده و شدیدی قرار گرفتند.
کمیسیون ناناواتی-مهتا بلافاصله پس از این حادثه توسط دولت ایالتی تشکیل شد، و در سال ۲۰۰۸ به این نتیجه رسید که آتش‌سوزی از قبل برنامه‌ریزی شده بود و هزاران نفر از مسلمانان افراطی در آن دست داشتند. کمیسیون تک‌نفره بانرجی که توسط وزیر راه‌آهن وقت، لالو پراساد یاداو، از وزارت حمل‌ونقل ریلی ایجاد شد، در سال ۲۰۰۶ این آتش‌سوزی را یک حادثه تلقی کرد. با این حال، دادگاه عالی گجرات این کمیسیون را مغایر با قانون اساسی دانست و تمام نتایج تحقیقات آن را باطل اعلام کرد. تحقیقی مستقل که توسط سازمانی غیردولتی انجام شد نیز از نظریه اتفاقی بودن آتش‌سوزی حمایت کرد. محققان همچنان در مورد ادعاهای مطرح‌شده مبنی بر عمدی بودن آتش‌سوزی تردید دارند.
در فوریه ۲۰۱۱، دادگاه بدوی با استناد به گزارش کمیسیون ناناواتی-مهتا به عنوان مدرک اصلی، ۳۱ نفر از مسلمانان را به اتهام آتش‌سوزی مجرم شناخت. این محکومیت‌ها در اکتبر ۲۰۱۷ توسط دیوان عالی گجرات تأیید شد.